# Сварчевский, Борис Александрович
Борис Александрович Сварчевский (1872—1930) — ученый-протозоолог, доктор биологических наук, профессор, первый декан физико-математического факультета, первый заведующий кафедрой зоологии беспозвоночных, основатель и первый директор Биолого-географического научно-исследовательского института Иркутского государственного университета, организатор зоологического музея беспозвоночных животных.

## Биография
Родился Борис Александрович 18 мая 1872 года в Виннице Подольской губернии, воспитывался в семье земского служащего. В 1899 году стал работать лаборантом в Киевский национальный университет имени Тараса Шевченко, будучи его выпускником, затем ассистентом кафедры зоологии. Стажировался в Германии и на зоологических станциях Западной Европы. В 1912 году защитил магистерскую диссертацию. Работал приват-доцентом Киевского университета. В 1916 году успешно защитил в Московском государственном университете докторскую диссертацию и приобрёл назначение на должность помощника директора Русской зоологической станции Киевского университета во Франции. Однако Первая мировая война помешала его отъезду, с 1917 по 1919 год во время гражданской войны и революции он работал профессором зоологии Омского государственного аграрного университета имени П. А. Столыпина.
В 1919 году был Борис Александрович приглашен на должность профессора физико-математического факультета ИГУ, только что построенного. В университете он принял на себя заведование кафедрой зоологии беспозвоночных, которую открыл. При его непосредственном участии созданы зоологические лаборатории и зоологический музей беспозвоночных животных. Летом 1922 года Борис Александрович возобновил исследования губок Байкала, начатые им в молодости. В 1923 году, став его первым директором, основал Биолого-географический научно-исследовательский институт ИГУ. С 1928 по 1930 год опубликовал серию работ, в которых проанализировал богатство байкальского мира простейших и описал 125 видов инфузорий, включая 84 новых для науки.
30 марта 1930 года Борис Александрович умер в связи с тропической малярии. Являлся исследователем, педагогом, организатором, администратором, музыкантом, художником и полиглотом. Является автором многочисленных фундаментальных работ по губкам Чёрного, Белого, Баренцева морей и озера Байкал, внес значительный вклад в зоологию, являясь основоположником русской отечественной науки о губках, первооткрывателем фауны простейших Байкала.

## Основные труды
- О губках Байкальского озера. – Киев : Тип. ун-та св. Владимира акц. о-ва Н. Т. Корчак-Новицкого, 1901. – 5 с. – Отд. отт. из Зап. / Киев. о-во естествоиспытателей. – Киев, 1900. – Т. 12, вып. 2. – С. 1-5.
- Краткий очерк спонгиофауны Байкала // Фауна Байкала : юбил. сб. / под ред. А. А. Коротнева.  – Киев, 1901. – Вып. 1. – С. 50-56. –  (Пятидесятилетие ВСОРГО. 1851-1901).
- О результатах Зоологической экспедиции 1900-1901 г., снаряженной под руководством профессора Университета Св. Владимира А. А. Коротнева.
- Материалы по фауне губок Байкальского озера. –  Киев : Тип. ун-та св. Владимира акц. о-ва Н. Т. Корчак-Новицкого, 1901. – 24 с. – Отд. отт. из Зап. / Киев. о-во естествоиспытателей. – Киев, 1901. – Т. 17, вып. 2. – С. 329–352.
- Предварительный отчёт о фауне губок озера Байкал. – [Киев], 1901.
- Материалы по спантиофауне Байкальского озера. – [Киев], 1902.
- Материалы для фауны губок Чёрного моря (Monaxodina). – Киев : Тип. ун-та св. Владимира акц. о-ва Н. Т. Корчак-Новицкого, 1905. – 59 с. : ил. – Отд. отт. из Зап. / Киев. о-во естествоиспытателей. – Киев, 1905. – Т. 20, вып. 1. – С. 3-62.
- Материалы для фауны губок Белого моря и отчасти Мурманского побережья (Monaxodina). – Киев : Киев. Тип. Ун-та св. Владимира, акц. о-ва Н. Т. Корчак-Новицкого, 1906. – 65 с. : ил. – Отд. отт. из Зап. / Киев. о-во естествоиспытателей. – Киев, 1905. – Т. 20, вып. 2. – С. 307-371.
- Uber die Fortpflangserscheinungen bei Arcella vulgaris EHRBG // Archiv fur Protistenkunde. – Berlin ; Hamburg, 1908. – Р.173-212, Taf.14-16.
- Zur Kenntnis der Allogromia ovoidea (Rhumbl.) // Archiv fur Protistenkunde. – Berlin ; Hamburg, 1909. – Р.397-416, Taf.18-19.
- Хромидиальные образования у Protozoa в связи с вопросом о двойственности ядерного вещества. – Киев : Тип. ун-та св. Владимира акц. о-ва Н. Т. Корчак-Новицкого, 1912. – 177 с. – Отд. отт. из Зап. / Киев. о-во естествоиспытателей. – Киев, 1912. – Т. 22. – С. 1-177.
- Uber den Lebenscyclus einiger Haplosporidien // Archiv fur Protistenkunde. – Berlin ; Hamburg, 1914. – Р.49-108, Taf.4-7.
- К познанию Haplosporidia. – Киев : Типо-лит. «С. В. Кульженко», 1914. – 131 с. : ил.
- Таблицы для определения простейших организмов. 1. Rhizopoda testacea. – Иркутск, 1921. – 24 с.
- Наблюдения над Oicomonas (?) tetraspora n. sp. // Из зоол. лаб. Иркут. гос. ун-та. – [Б.м.][Б.г.]. – С. 71-88.
- Наблюдения над Oicomonas (?) tetraspora n. sp. // Архив РПОТ, 2, 1923.
- Очерки по Hydraria. – Иркутск, 1923. – 15 с.
- Спонгиологические очерки // Тр. / Иркут. о-во естествоиспытателей. – Иркутск, 1923. – Т. 1, вып 1. – С. 1-29.
- Спонгиологические очерки. 3. Бесполое размножение у Veluspa Bacillifera (Dyb.) с помощью соритов // Изв. Биол.-геогр. НИИ при ИГУ. – Иркутск, 1925. – Т. 2, вып. 1. – С. 11-28.
- К изучению фауны простейших оз. Байкал. – Иркутск, 1928.

## Публикации о Б. А. Сварчевском
- Борис Александрович Сварчевский (некролог) // Власть труда. – 1930. – 3 апр.
- Кожов М. М. Борис Александрович Сварчевский (1872-1930) / М. М. Кожов. – Иркутск, 1930.
- Кожов М. М. Борис Александрович Сварчевский. К познанию фауны Байкала, ее распределения и условий обитания / М. М. Кожов. – Иркутск, 1930 (1931). – 11,171 с. – (Изв. Биол.-геогр. науч.-исслед. ин-та при ИГУ ; т. 5, вып. 1).
- Профессор Б. А. Сварчевский // Сиб. огни. – 1930.
- Омский сельскохозяйственный институт им. С. М. Кирова за 30 лет. – Омск, 1948.
- Червоненко В. И. Учёные Омского сельскохозяйственного института (1918-1993) / В. И. Червоненко ; под ред. Н. М. Крючкова. – Омск : Изд-во ОмСХИ, 1994.
- Борис Александрович Сварчевский (125 лет со дня рождения): [об иркут. зоологе Б. А. Сварчевском] // Приангарье: годы, события, люди : календарь знаменат. и памят. дат. Иркут. обл. на 1995 г. – Иркутск, 1996. – С. 50–51.
- Голенкова А. И. Следопыты Байкала / А. И. Голенкова. – М. : Мысль, 1975. – 190 с. О Б. А. Сварчевском, с. 109-141.
- Голенкова А. И. Следопыты Байкала / А. И. Голенкова. – 2-е изд., доп. – Иркутск : Вост.-Сиб. кн. изд-во, 1986. – 221 с. О Б. А. Сварчевском, с. 87-126.
- Кардашевская П. А. Сварчевский Борис Александрович (1872-1930) / П. А. Кардашевская // Исследователи Байкала. – Иркутск, 2001. – С. 14-15.
- Сварчевская Н. Н.  Жизнь и деятельность выдающегося русского зоолога Бориса Александровича Сварчевского / Н. Н. Сварчевская // Краевед. зап. / Иркут. обл. краевед. музей. – Иркутск, 2001. – Вып. 8. – С.153-163.
- Шиленков В. Г. Борис Александрович Сварчевский – основатель кафедры зоологии беспозвоночных Иркутского университета / В. Г. Шиленков, Н. А. Никулина // Вклад польских ученых в изучение Восточной Сибири и озера Байкал : материалы Междунар. науч.-практ. конф. Иркутск, 23-26 июня 2011 г. – Иркутск, 2011. – С. 70-74.
- Шиленков В. Г. Борис Александрович Сварчевский – российский зоолог с польскими корнями / В. Г. Шиленков, Н. А. Никулина // Вестн. ИрГСХА. – 2011. – Вып. 46. – С. 162-165.